# Ricardo Gallego
Ricardo Gallego Redondo (* 8. února 1959, Madrid) je bývalý španělský fotbalista, záložník. Se španělskou reprezentací získal stříbrnou medaili na mistrovství Evropy v roce 1984 (nastoupil na tomto turnaji k pěti utkáním). Zúčastnil se též mistrovství světa roku 1982 (nenastoupil), mistrovství světa v roce 1986 (4 utkání) a mistrovství Evropy roku 1988 (2 utkání). Za národní tým nastupoval v letech 1982–1988, odehrál za něj 42 zápasů, v nichž vstřelil 2 branky. S Realem Madrid dvakrát vyhrál Pohár UEFA, v sezónách 1984/85 a 1985/86. Stal se s ním též čtyřikrát mistrem Španělska (1985/86, 1986/87, 1987/88, 1988/89). Působil v prvním týmu Realu v letech 1980–1989. Nejvyšší soutěž hrál ještě za italský klub Udinese Calcio (1989–1990). Nižší soutěže si v závěru kariéry zahrál ještě za Rayo Vallecano (1991–1992). Po skončení hráčské kariéry se věnoval trénování, byl mj. asistentem u čínské reprezentace.